# Coulours
Coulours é uma comuna francesa na região administrativa de Borgonha-Franco-Condado, no departamento de Yonne. Estende-se por uma área de 17,33 km². Em 2010 a comuna tinha 134 habitantes (densidade: 7,7 hab./km²).